# Liste der Biografien/Orv
Liste der Biografien |
Portal Biografien |
Personensuche
# |
A |
B |
C |
D |
E |
F |
G |
H |
I |
J |
K |
L |
M |
N |
O |
P |
Q |
R |
S |
T |
U |
V |
W |
X |
Y |
Z |
?
 
Oa |
Ob |
Oc |
Od |
Oe |
Of |
Og |
Oh |
Oi |
Oj |
Ok |
Ol |
Om |
On |
Oo |
Op |
Oq |
Or |
Os |
Ot |
Ou |
Ov |
Ow |
Ox |
Oy |
Oz
 
Ora |
Orb |
Orc |
Ord |
Ore |
Orf |
Org |
Orh |
Ori |
Orj |
Ork |
Orl |
Orm |
Orn |
Oro |
Orp |
Orr |
Ors |
Ort |
Oru |
Orv |
Orw |
Orx |
Ory |
Orz
Die Liste der Biografien führt alle Personen auf, die in der deutschsprachigen Wikipedia einen Artikel haben. Dieses ist eine Teilliste mit 10 Einträgen von Personen, deren Namen mit den Buchstaben „Orv“ beginnt.

## Orv

### Orvi
- Ørvig, Erik (1895–1949), norwegischer Segler
- Ørvig, Olaf (1889–1939), norwegischer Segler
- Ørvig, Thor (1891–1965), norwegischer Segler
- Orville von Löwenclau, Rudolf d’ (1839–1914), preußischer Generalleutnant
- Orville, Johann Friedrich d’ (1785–1882), deutscher Kaufmann, Frankfurter Politiker
- Orville, Johann Peter d’ (1770–1851), deutscher Kaufmann, Frankfurter Politiker
- Orville, Peter August d’ (1804–1864), deutscher Schachkomponist
- Orville, Peter Georg d’ (1783–1858), Unternehmer; Politiker
- Orvilliers, Louis Guillouet d’ (1710–1792), französischer Admiral

### Orvo
- Orvošová, Gabriela (* 2001), tschechische Volleyballspielerin